# Боса нова
Боса нова (на португалски: bossa nova, нова тенденция) е бразилски музикален жанр, произлязъл от самбата и джаза.
Популяризиран е от Антониу Карлус Жобим, Винисиус ди Морайс, Жуау Жилберту. Привлича много последователи и почитатели, които първоначално са предимно млади музиканти и студенти. Движението продължава само 6 години – от 1958 до 1963 г.

## История
Боса нова е създадена в Бразилия през 1958 година от Жуау Жилберту със съвместните записи с бразилската певица Елизет Кардозу. През 1958 година Кардозу е поканена от Винисиус ди Мораис за вокал на албум с песни, написани от него и Антониу Карлус Жубим. Албумът Canção do Amor Demais се превръща в първия албум с боса нова музика и дава начало на стила. Популярността на боса нова добива световни размери през 1963 година с излизането на диска A garota de Ipanema („Момичето от Ипанема“), който включва изпълнения на Жуау и Аструд Жилберту и саксофониста Стан Гец. Това е един от най-продаваните дискове в света.

## Инструменти
Боса нова най-често се изпълнява на класическа китара, на която се свири с пръсти вместо с перце. За най-чиста форма се смята китара без акомпанимента на вокали, както при Жуау Жилберту. Дори при аранжиментите, които са най-близки до джаза, китарата винаги свири основния ритъм.
Пианото е друг важен за боса нова инструмент, макар и не толкова, колкото китарата. Жубим пише и изпълнява повечето си записи на пиано. Пианото също така служи за стилистичен мост между боса нова и джаза.
Барабаните и перкусиите не се смятат за съществени инструменти за боса нова. Въпреки това съществува отличителен стил за свирене на барабани и перкусии за боса нова.

## Днес
Боса нова е обявена за културно национално наследство на Рио де Жанейро с указ на кмета на града Сезар Мая. Това става във връзка с планираните за 2008 година чествания на 50-годишнината на жанра.

## Важни музиканти
- Жуау Жилберту
- Бебел Жилберту
- Аструд Жилберту
- Винисиус ди Морайс
- Антониу Карлус Жобим
- Стан Гец